# Bundesstrasse 435
Bundesstrasse 435 var en förbundsväg i norra Tyskland. Den gick genom förbundsländerna Hamburg och Schleswig-Holstein. När motorvägen A24 byggdes på 1980-talet nedgraderades sträckan mellan Stapelfeld och Trittau, vilket drabbade även den resterande sträckan år 2005.